# Club Dates/Rolling Stones Tour
Club Dates/Rolling Stones Tour bylo malé koncertní turné australské hardrockové skupiny AC/DC. Sestávalo ze čtyř malých koncertů a ze čtyř velkých koncertů, kde skupina předskakovala skupině The Rolling Stones pro některé koncerty v rámci turné Licks Tour.

## Setlist
1. "Hell Ain't a Bad Place to Be"
2. "Back in Black"
3. "Thunderstruck"
4. "Dirty Deeds Done Dirt Cheap"
5. "If You Want Blood (You've Got It)"
6. "Hard as a Rock"
7. "Bad Boy Boogie"
8. "The Jack"
9. "Hells Bells"
10. "Rock 'n' Roll Damnation"
11. "T.N.T."
12. "You Shook Me All Night Long"
13. "Whole Lotta Rosie"
14. "Let There Be Rock"

Přídavek:
1. "Highway to Hell"
2. "For Those About to Rock (We Salute You)"

## Sestava
AC/DC
- Brian Johnson - (zpěv)
- Angus Young - (sólová kytara)
- Malcolm Young - (doprovodná kytara, doprovodné vokály)
- Cliff Williams - (baskytara, doprovodné vokály)
- Phil Rudd - (bicí)

## Turné v datech
| Datum             | Město         | Stát          | Místo                      | Poznámka                   |
| ----------------- | ------------- | ------------- | -------------------------- | -------------------------- |
| 11. března 2003   | New York City | Spojené státy | Roseland Ballroom          | koncert AC/DC              |
| 9. června 2003    | Berlín        | Německo       | Columbiahalle              | koncert AC/DC              |
| 13. června 2003   | Oberhausen    | Německo       | O. Vision Zukunftspark     | koncert The Rolling Stones |
| 17. června 2003   | Mnichov       | Německo       | Circus Krone               | koncert AC/DC              |
| 20. června 2003   | Lipsko        | Německo       | Festwiese                  | koncert The Rolling Stones |
| 22. června 2003   | Hockenheim    | Německo       | Hockenheimring             | koncert The Rolling Stones |
| 30. července 2003 | Toronto       | Kanada        | Downsview Park             | koncert The Rolling Stones |
| 21. října 2003    | Londýn        | Anglie        | Carling Apollo Hammersmith | koncert AC/DC              |